# 江勤宏
江勤宏（1950年2月—），江苏武进人，中华人民共和国政治人物，军事人物，中国人民解放军少将军衔。
長期任職于解放军第三十一集团军，历任集团军副参谋长、参谋长、副军长等职，后担任福建省军区副司令员兼参谋长，上海警备区司令员及中共上海市委常委等职。